# España en la Copa Mundial de Fútbol de 1962
La Selección de fútbol de España fue una de las 16 participantes de la Copa Mundial de Fútbol de 1962, que se realizó en Chile.
España clasificó directamente al Mundial de Chile, luego de derrotar a su similar de Gales en su grupo europeo y a la de Marruecos, en el Repechaje Intercontinental.

## Clasificación
El seleccionado español al finalizar las clasificatorias europeas, derrotó a su similar de Gales y después, jugando un repechaje intercontinental, venció a su par de Marruecos y consiguió la clasificación directamente a la Copa Mundial de Fútbol de 1962.

### Grupo 9
| Equipo 1 | Agr. | Equipo 2 | Ida | Vuelta |
| -------- | ---- | -------- | --- | ------ |
| Gales    | 2–3  | España   | 1–2 | 1–1    |

### Repesca Europa/Asia/África

#### Europa/África
| Equipo 1  | Agr. | Equipo 2 | Ida | Vuelta |
| --------- | ---- | -------- | --- | ------ |
| Marruecos | 2–4  | España   | 0-1 | 2-3    |

## Participación

### Grupo 3
| Equipo         | Pts | PJ | PG | PE | PP | GF | GC | Dif |
| -------------- | --- | -- | -- | -- | -- | -- | -- | --- |
| Brasil         | 5   | 3  | 2  | 1  | 0  | 4  | 1  | 3   |
| Checoslovaquia | 3   | 3  | 1  | 1  | 1  | 2  | 3  | -1  |
| México         | 2   | 3  | 1  | 0  | 2  | 3  | 4  | -1  |
| España         | 2   | 3  | 1  | 0  | 2  | 2  | 3  | -1  |

| 31 de mayo de 1962, 15:00 | Checoslovaquia | 1:0 (0:0) | España | Est. Sausalito, Viña del Mar                                             |                                                                          |
|                           | Štibrányi 80'  | Reporte   |        | Asistencia: 12.700 espectadores Árbitro(s): Carl Erich Steiner (Austria) | Asistencia: 12.700 espectadores Árbitro(s): Carl Erich Steiner (Austria) |

| 3 de junio de 1962, 15:00 | España    | 1:0 (0:0) | México | Est. Sausalito, Viña del Mar                                            |                                                                         |
|                           | Peiró 90' | Reporte   |        | Asistencia: 11.875 espectadores Árbitro(s): Branko Tesanic (Yugoslavia) | Asistencia: 11.875 espectadores Árbitro(s): Branko Tesanic (Yugoslavia) |

| 6 de junio de 1962, 15:00 | Brasil            | 2:1 (0:1) | España       | Est. Sausalito, Viña del Mar                                          |                                                                       |
|                           | Amarildo 72', 86' | Reporte   | Adelardo 35' | Asistencia: 18.715 espectadores Árbitro(s): Sergio Bustamante (Chile) | Asistencia: 18.715 espectadores Árbitro(s): Sergio Bustamante (Chile) |